# Al Feuerbach
Al Feuerbach, właśc. Allan Dean Feuerbach (ur. 14 stycznia 1948 w Preston) – amerykański lekkoatleta (specjalista pchnięcia kulą), były rekordzista świata.

## Przebieg kariery
Zwyciężył w pchnięciu na igrzyskach panamerykańskich w 1971 w Cali. Na igrzyskach olimpijskich w 1972 w Monachium zajął 5. miejsce w tej konkurencji.
Dwukrotnie poprawiał halowy rekord świata w pchnięciu kulą: 5 lutego 1972 w Pocatello uzyskał wynik 21,15 m, a 27 stycznia 1972 w Portland pchnął kulę na odległość 21,17 m. 5 maja 1973 w San Jose ustanowił rekord świata na otwartym stadionie wynikiem 21,82 m, poprawiając sześcioletni rekord Randy’ego Matsona o 4 centymetry.
Zajął 4. miejsce w pchnięciu kulą na igrzyskach olimpijskich w 1976 w Montrealu i na igrzyskach panamerykańskich w 1979 w San Juan.
Feuerbach był mistrzem Stanów Zjednoczonych (AAU) w pchnięciu kulą w latach 1973-1975 i 1978, wicemistrzem w 1976, 1977 i 1979 oraz brązowym medalistą w 1970 i 1971. Był również halowym mistrzem USA w 1971, 1975 i 1978. Był także mistrzem Wielkiej Brytanii (AAA) w pchnięciu kulą w 1974.

## Rekordy życiowe
źródło:
- pchnięcie kulą – 21,82 m (1973)
- rzut dyskiem – 54,30 m (1970)